# Anabolt steroid
Et anabolt steroid, hvis egentlige navn er anabolt androgent steroid (AAS), er et muskelopbyggende medikament. 
Anabol betyder opbyggende og androgen betyder mandlig, det vil sige, at stoffet opbygger mandlige træk hos den, som tager dem. 
Tilførsel af anabole androgene steroider er nok den bedst kendte form for doping.[kilde mangler] Stoffets virkning er også meget synlig, da dopingmisbrugere af denne type stoffer har en kraftig vækst i - og hurtig udvikling af - muskelmassen.
Anabolisme er oprindelig betegnelsen for en proces, hvor der opbygges komponenter i organismens strukturer. Det bedst kendte af de anabole stoffer er det mandlige kønshormon, testosteron. 
Størstedelen af de anabole stoffer tilhører gruppen steroider, som er en række hormoner, der udgår fra den samme molekylære struktur. Testosteron og de kunstigt fremstillede steroider kaldes under ét for anabole androgene steroider, og er kendte for deres vævs- og muskelopbyggende effekt. 
Endogene anabole steroider er kroppens egen produktion, exogene anabole steroider er tilførte anabole steroider.

## Eksempelstoffer
- Dianabol, Anabol eller D-bol[2]
- Oxandrolon[3]
- Deca Durabolin[4]
- Omnandren[5]
- Stanozolol (AAS)
- Winstrol (AAS)
- Sustanon (AAS)

## Anabole steroiders medicinske anvendelse
Anabole stoffers medicinske anvendelse er begrænset til sjældne tilfælde, hvor organismen ikke selv producerer testosteron og lignende hormoner. Dette kan være ved svær nyresygdom, knogletab, blodmangel, mangle på t-celler - på grund af kræft eller HIV/AIDS og dværgvækst hos børn.

### Anabole steroiders anvendelse som doping
Selvom anabole steroider ikke er tilladt at benytte i forbindelse med udøvelse af idræt, har man gennem mange år set et misbrug indenfor sportsverdenen. De fleste idrætsudøvere producerer naturligt mindre end 10 milligram testosteron om dagen. Enkelte udøvere kan i løbet af dage med store kraftanstrengelser være i stand til at bruge flere hundrede milligram. En mængde, som overstiger selv den anbefalede dosis til syge patienter. Ved doping med anabole steroider indtages doser, der altså ligger 10, 100 og endda 1000 gange over det niveau, som benyttes i forbindelse med medicinsk behandling. Der anvendes typisk to til flere anabole steroider samtidig – såkaldt "stacking". Steroiderne kan indtages i tabletform eller i flydende form ved indsprøjtninger i muskler. Steroiderne indtages i kure, typisk seks til ti uger, hvorefter der holdes pause i uger til måneder. Ofte suppleres forbruget med f.eks. insulin, væksthormon og stofskiftehormoner i et forsøg på at få en endnu større effekt på musklerne. Efter afsluttet kur ses et forbrug af andre stoffer, fx hCG og tamoxifen, for at fjerne nogle af de uønskede bivirkninger, som fx nedsat produktion af testosteron i testiklerne og brystudvikling.
Anabole steroider er kun udtalt virksomme i forbindelse med intensiv træning.[kilde mangler] Efter afslutning af en kur vil den øgede muskelmasse igen svinde ind. I nogle tilfælde tilbage til udgangspunktet og i visse tilfælde svinde endnu mere.[kilde mangler]

## Anabole steroiders bivirkninger
Der er et bredt spekter af både fysiske og psykiske bivirkninger forbundet ved at benytte anabole steroider.

### Fysiske bivirkninger
Nogle af de fysiske bivirkninger er ens hos både mænd og kvinder. Det drejer sig om udvikling af akne, leverskader, hurtig vægtforøgelse, hjerteanfald, stigning i kolesterolindholdet i blodet og nedsat forplantningsevne. Anabole steroider gør kroppen hurtigere modtagelig for træning, og den øgede aggressivitet gør, at man træner hårdere og længere tidsmæssigt. Dette medfører risiko for skader i muskler og sener, fordi styrken i muskulaturen øges hurtigere end den gør i sener og knogler.
Derudover er der en række fysiske bivirkninger, som kun ses hos mandlige brugere. Det drejer sig om impotens, skrumpning af testiklerne, prostataforstørrelser (blærehalskirtlen), lysere stemme samt væskeophobninger i kroppen. Yderligere forringes sædkvaliteten kraftigt, så længe stofferne indtages - og i op til seks måneder efter. Der er eksempler på, at anabole steroider har medført varig sterilitet.[kilde mangler]
For kvinder medfører brug af anabole steroider blandt andet øget udvikling af kønsbehåring, mindskning af bryststørrelse, klitorisforstørrelse og nedsat forplantningsevne. Kvinder, som indtager anabole steroider kan yderligere få en række maskuliniserende eller viriliserende bivirkninger i form af skægvækst og øget behåring, tendens til skaldethed og dybere stemme. Der ses hyppige menstruationsforstyrrelser, som kan udvikle sig til udeblivende menstruation.

### Psykiske bivirkninger
Misbrug af anabole steroider har også en række psykiske bivirkninger, som opleves af både mandlige og kvindelige misbrugere og særligt af deres omgangskreds. Jo højere mængde af testosteron man tager, jo større bliver de psykiske ændringer. Man får som bruger af anabole steroider svært ved at styre sit temperament. Humørsvingninger, voldelighed, ukontrollabel adfærd, psykotiske træk samt ændringer i seksualdriften er blandt de hyppigste psykiske bivirkninger. Nogle rammes af så svær depression, at de begår selvmord.[kilde mangler]

## Afhængighed
Der eksisterer desuden en reel risiko for både fysisk og psykisk afhængighed af anabole steroider.[kilde mangler] Ved indtagelse af anabole stoffer kan kroppen helt eller delvist stoppe med at producere stofferne naturligt. Ved ophør af misbruget af anabole stoffer går der et stykke tid, inden kroppen genoptager produktionen af en normal mængde testosteron. I overgangsperioden opleves muskel- og mavekramper, sløvhed, forstoppelse, hovedpine og kraftige depressioner.